# Hồng Nam (xã)
Hồng Nam là một xã thuộc huyện Hòa An, tỉnh Cao Bằng, Việt Nam.

## Địa lý
Xã Hồng Nam nằm ở phía đông nam huyện Hòa An, có vị trí địa lý:
- Phía đông giáp huyện Quảng Hòa
- Phía tây và phía nam giáp huyện Thạch An
- Phía bắc giáp thành phố Cao Bằng và xã Quang Trung.

Xã Hồng Nam có diện tích 34,70 km², dân số năm 1999 là 1.554 người, mật độ dân số đạt 45 người/km².
Xã cách trung tâm huyện Hòa An 38 km với điều kiện đi lại không thuận lợi do chia cắt bởi địa giới hành chính với thành phố Cao Bằng. Tuy nhiên xã cũng gần với thành phố Cao Bằng và thị trấn Hòa Thuận (Phục Hòa) hơn so với trung tâm huyện Hòa An.
Trên địa bàn xã có núi Cốc Păng và núi Tốc Lăng. Hồng Nam có sông Bằng chảy qua phía bắc, các suối trên địa bàn xã là khuổi Linh và Kẻm Coỏng.

## Lịch sử
Tên của xã được đặt theo tên của một chiến sĩ cộng sản tham gia kháng chiến chống Pháp.
Trong tấm bản đồ Cao Bằng năm 1909, vùng đất nay là xã Hồng Nam thuộc châu Phục Hoà.
Sau năm 1975, Hồng Nam là một xã thuộc huyện Hòa An.
Đến năm 2019, xã Hồng Nam được chia thành 7 xóm: Bằng Giang, Khuổi Sàng, Kẹm Coỏng, Khấy Tấu, Lũng Cải, Nà Tổng, Khuổi Linh.
Ngày 9 tháng 7 năm 2020, Ủy ban nhân dân huyện Hòa An, tỉnh Cao Bằng ban hành Thông báo số 55/TB-UBND về việc:
- Sáp nhập hai xóm Kẹm Coỏng và Bằng Giang thành xóm Sông Bằng
- Sáp nhập xóm Lũng Cải và một phần xóm Khuổi Linh vào xóm Nà Tổng
- Sáp nhập hai xóm Khuổi Sàng và Khấy Tấu vào phần còn lại của xóm Khuổi Linh.

## Hành chính
Xã Hồng Nam được chia thành 3 xóm: Khuổi Linh, Nà Tổng, Sông Bằng.